# Dorfkirche Etzin

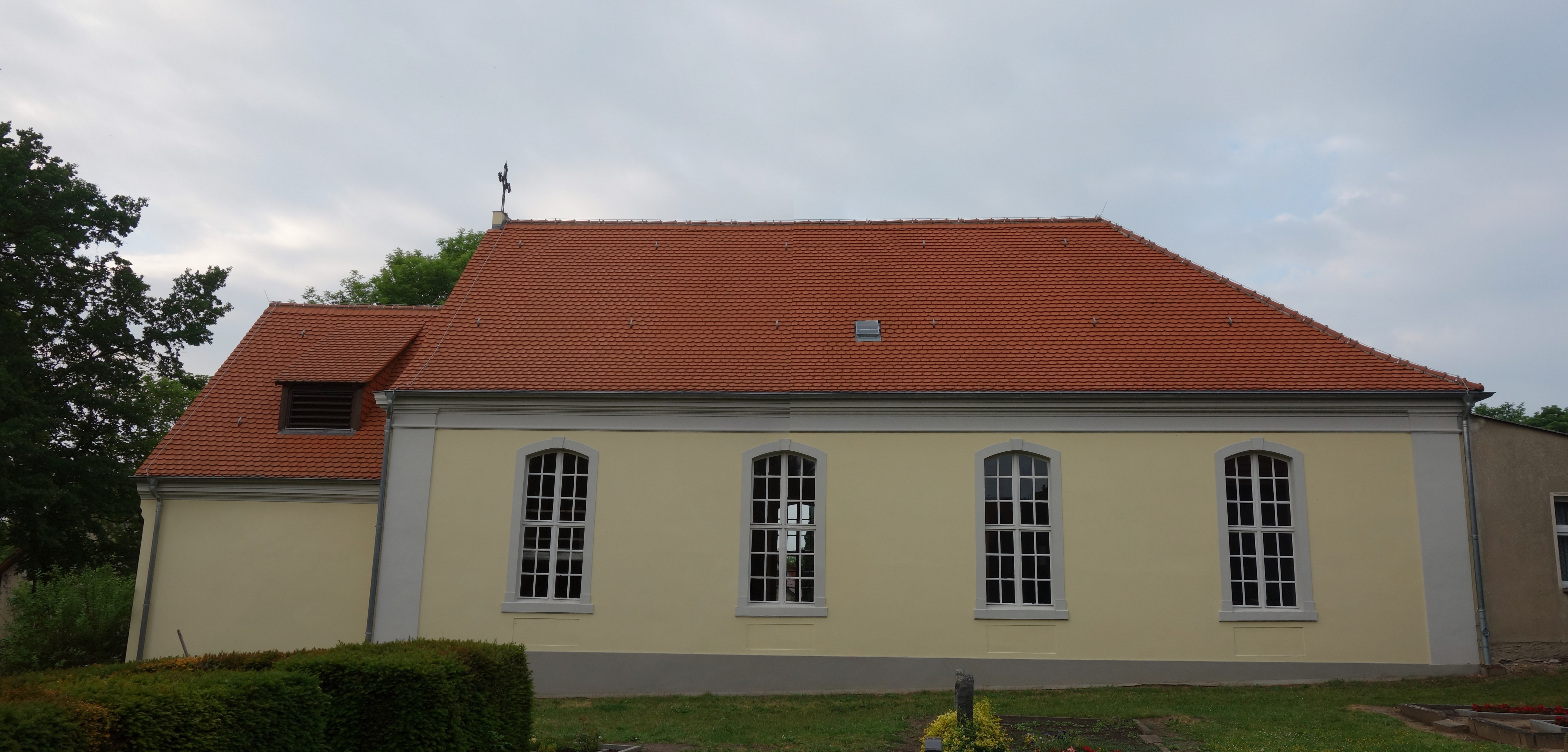
Dorfkirche Etzin

Die evangelische, denkmalgeschützte Kirche Etzin steht in Etzin, einem Ortsteil der Stadt Ketzin/Havel im Landkreis Havelland in Brandenburg. Die Kirchengemeinde gehört zum Kirchenkreis Nauen-Rathenow der Evangelischen Kirche Berlin-Brandenburg-schlesische Oberlausitz.

## Beschreibung
Die verputzte Saalkirche wurde 1772 gebaut. Vom querrechteckigen Kirchturm im Westen blieb nach den Zerstörungen im Zweiten Weltkrieg nur das Erdgeschoss erhalten. Der Innenraum des Langhauses, der im Westen eine Empore hat, ist mit einer Flachdecke überspannt. Zur Kirchenausstattung gehören ein schwebender Taufengel und eine Kanzel, die ursprünglich zu einem Kanzelaltar gehörte. Eine Orgel ist nicht mehr vorhanden; das Instrument von Wilhelm Heerwagen von 1871 wurde nach Kriegsschäden 1970 abgetragen. Bei der Renovierung in den 1960er Jahren entstanden ein gemauerter Altar und ein Taufbecken.
Über die Kirche schrieb Theodor Fontane 1881: „Das Innere der Kirche ist wie das Dorf: schlicht und einfach, wohlhabend, sauber – eine wahre Bauernkirche.“